# Same Old Tunes
Same Old Tunes es el álbum debut del grupo sueco de punk rock Millencolin. Fue lanzado el 28 de octubre de 1994 por Burning Heart Records en Suecia, bajo el título original de Tiny Tunes. El álbum contiene doce pistas, incluyendo su sencillo principal titulado «Da Strike».

## Controversias
El título y la portada del álbum imitaban el programa de televisión de dibujos animados Tiny Toon Adventures, lo que llevó a una serie de demandas por infracción de derechos de autor contra la banda cuando el álbum fue relanzado en los Estados Unidos el 22 de septiembre de 1998 a través de Epitaph Records. Warner Bros., compañía propietaria de Tiny Toon Adventures, demandó al sello discográfico e hizo que la banda cambiara el título y la portada. Eligieron el título Same Old Tunes para reflejar el hecho de que la lista de canciones del álbum no había cambiado.
La banda también imprimió camisetas para la canción «Chiquita Chaser» que imitaban el logo de Chiquita Brands International, quien los amenazó con una demanda para que detuvieran la producción de las camisetas.

## Lista de canciones
| CD / Reedición |                       |                 |          |  |
| N.º            | Título                | Letras          | Duración |  |
| 1.             | «Mr. Clean»           | Nikola Sarcevic | 2:41     |  |
| 2.             | «Chiquita Chaser»     | Nikola Sarcevic | 2:40     |  |
| 3.             | «Diznee Time»         | Nikola Sarcevic | 3:41     |  |
| 4.             | «Domestic Subway»     | Nikola Sarcevic | 1:38     |  |
| 5.             | «Fazil's Friend»      | Nikola Sarcevic | 1:52     |  |
| 6.             | «Leona»               | Nikola Sarcevic | 2:21     |  |
| 7.             | «House of Blend»      | Nikola Sarcevic | 2:56     |  |
| 8.             | «Da Strike»           | Nikola Sarcevic | 3:01     |  |
| 9.             | «Mystic Reptile»      | Mathias Färm    | 2:45     |  |
| 10.            | «Dance Craze»         | Nikola Sarcevic | 2:01     |  |
| 11.            | «The Einstein Crew»   | Nikola Sarcevic | 2:58     |  |
| 12.            | «Take It or Leave It» | Nikola Sarcevic | 2:43     |  |
| 31:16          |                       |                 |          |  |

## Créditos
Millencolin
- Nikola Sarcevic – voz, bajo
- Erik Ohlsson – guitarra
- Mathias Färm – guitarra
- Fredrik Larzon – batería

Músicos adicionales
- Fredrik Folcke – saxofón en «Da Strike»

## Posicionamiento en listas
| Lista (1994)                 | Mejor posición |
| ---------------------------- | -------------- |
| Suecia (Swedish Album Chart) | 21             |

## Historial de lanzamiento
| País           | Fecha                    | Formato | Sello                 |
| -------------- | ------------------------ | ------- | --------------------- |
| Suecia         | 28 de octubre de 1994    | CD      | Burning Heart Records |
| Estados Unidos | 22 de septiembre de 1998 | CD      | Epitaph Records       |